# 通りに立てば
「通りに立てば」（とおりにたてば）は、斉藤和義の8作目のシングル。1995年6月25日にファンハウスから発売された。

## 概要
1996年発売、4thアルバム『FIRE DOG』の1stシングル。C/Wは、初のライブ・ヴァージョン。

## 収録曲
全曲 作詞・作曲・編曲：斉藤和義
1. 通りに立てば
2. tokyo blues Live at SHIBUYA KOKAIDO 1995.3.3